# The Neptunes
The Neptunes (sau "Neptoons") este numele unui duo de producători muzicali, alcătuit din Pharrell Williams și Chad Hugo care au produs melodii hip-hop, R&B și pop de succes începând cu sfârșitul anilor '90 și până în prezent.